# Vishneve (Pokrovsk)
Vishneve (en ucraniano: Вишневе; en ruso: Вишнёвое, romanizado: Vishniovoye) es un pueblo ucraniano perteneciente al óblast de Donetsk. Situado en el este del país, es parte del raión de Pokrovsk y del municipio (hromada) de Selídove.

## Geografía
Vishneve está cerca de la frontera con el óblast de Dnipropetrovsk, 4 km al oeste de Selídove y 48 km al oeste de Donetsk.

## Historia
El pueblo fue creado como un asentamiento de estación de tren después de la Segunda Guerra Mundial y se le otorgó el estatus de asentamiento de tipo urbano en 1962.
El 12 de junio de 2020, el asentamiento pasó a formar parte del recién fundado municipio de Selídove, que hasta entonces formaba parte del municipio bajo la administración del óblast en el sur del raión circundante de Pokrovsk. El 17 de julio de 2020, el lugar pasó a formar parte del raión de Pokrovsk.En 2023, Vishneve perdió el estatus de asentamiento de tipo urbano en la legislación ucraniana debido a la eliminación de este estatus administrativo.
A principios de noviembre de 2024, en el marco de la invasión rusa de Ucrania, el Ministerio de Defensa ruso anunció que las tropas rusas habían capturado el lugar.

## Demografía
La evolución de la población de Vishneve entre 1989 y 2022 fue la siguiente:
| 282                                                           | 264 | 252 | 244 |
| (Fuente: Cities & Towns of Ukraine y UKRAINE: Größere Städte) |     |     |     |

Según el censo de 2001, la lengua materna de la mayoría de los habitantes, el 72,7%, es el ruso; del 27,3% es el ucraniano.

## Infraestructura

### Transporte
Vishneve está en la línea de tren entre Kurájivka y Pokrovsk. 